# Sphinx balsae
Sphinx balsae är en fjärilsart som beskrevs av William Schaus 1932. Sphinx balsae ingår i släktet Sphinx och familjen svärmare. Inga underarter finns listade i Catalogue of Life.